# Ali Hakim
Ali Hakim (* 3. August 1985 in Kabul) ist ein deutsch-afghanischer Filmregisseur und Drehbuchautor.

## Leben
In Kabul als Kind afghanischer Eltern geboren, flüchtete er 1989 mit seiner Familie in die BRD. Hier beendete er seine schulische Laufbahn mit dem Abitur. Seine Philosophielehrerin brachte ihn auf die Idee Film zu studieren, nachdem er sich sehr für Citizen Kane, Goodfellas und Endstation Sehnsucht interessierte.
Direkt nach dem Abitur begann er eine Laufbahn in der Filmbranche als Praktikant in der RTL-Serie Die Anwälte. Es folgen weitere Jobs in der AL-Assistent, Videooperator, 2nd Assistant Director, Produktionsfahrer und Set-Aufnahmeleiter.
2008 begann er sein Studium an der medienakademie in Hamburg. Während und nach seinem Studium produzierte und inszenierte er diverse Kurz- und Werbefilme. Sein Abschlussfilm Crazy In Love wurde 2011 beim NDR im Rahmen einer Nominierung für den Studio Hamburg Nachwuchspreis ausgestrahlt.
Seit 2011 führt er seine Filmproduktion let’s be awesome filmproduction.
2013 reiste er nach Herat in Afghanistan und drehte dort mit einem kleinen Team unter Schutz afghanischer Soldaten in neun Tagen den Kurzfilm Taweez – Der Talismanschreiber. Der Film lief sehr erfolgreich auf Festivals weltweit, unter anderem beim A-Festival in Montreal, Heartland Indianapolis, Yerevan oder Chicago.
2017 folgte sein erster Animationsfilm als Produzent. The Round von Regisseurin Ceylan Beyoglu feierte seine Weltpremiere auf dem Childrens Festival in Busan und erzählt von einem afghanischen Verkehrspolizisten, der eines Tages von einer Ampel ersetzt wird. Die Produktion des zehnminütigen Kurzfilms hat 2,5 Jahre gedauert.
Ein Jahr später bewarb er sich für die neue Staffel der Nachwuchs-Reihe Nordlichter, initiiert und finanziert vom NDR, der Filmförderung Hamburg und Nordmedia. Der ursprünglich für das Fernsehen produzierte Film Bonnie & Bonnie wurde sein erster Langspielfilm als Regisseur und Drehbuchautor und bekam dank des Verleihers Edition Salzgeber einen Kinostart am 24. Oktober 2019. Das Drehbuch verfasste er zusammen mit der Hamburger Drehbuchautorin Maike Rasch. Produziert wurde Bonnie & Bonnie von der Riva Filmproduktion GmbH.